# بیومبا
بیومبا (به لاتین: Byumba) یک منطقهٔ مسکونی در رواندا است که در استان شمالی (روآندا) واقع شده‌است. بیومبا ۴۸ کیلومتر مربع مساحت و ۷۰٬۵۹۳ نفر جمعیت دارد و ۲٬۲۳۷ متر بالاتر از سطح دریا واقع شده‌است.